# Olivia Cooke
Olivia Kate Cooke, född 27 december 1993 i Oldham, Greater Manchester, är en brittisk skådespelare. Hon är främst känd för sin roll som Emma Decody i amerikanska TV-serien Bates Motel. Hon spelar Lady Alicent Hightower i TV-serien House of the Dragon (2022).

## Filmografi (i urval)
- 2013–2017 – Bates Motel (TV-serie)
- 2014 – The Signal
- 2014 – Ouija
- 2015 – Me and Earl and the Dying Girl
- 2018 – Ready Player One
- 2018 – Vanity Fair (TV-serie)
- 2019 – Sound of Metal
- 2022 – House of the Dragon (TV-serie)
- 2023 – The Good Mother